# Гот (ранобэ)
«Гот» (яп. GOTH リストカット事件 Госу Рисутокатто дзикэн) — лайт-новел Оцуити о двух подростках, увлекающихся темой смерти. Была издана в двух частях компанией Kadokawa Shoten. По мотивам сюжета Кэнди Оивой была создана манга. На английском языке она лицензирована издательством Tokyopop, на русском — «Фабрикой комиксов».
В 2008 году по мотивам произведения был снят одноимённый фильм ужасов, его режиссёром стал Гэн Такахаси.

## Сюжет
Оригинальный лайт-новел содержит шесть рассказов о двух учащихся высшей школы: парне, от лица которого ведётся повествование, и девушке Ёру Морино. Каждый из них испытывает интерес к смерти и процессу убийства. Манга-адаптация включает в себя четыре истории с несколько изменённым сюжетом.
Список сюжетных историй лайт-новел:
- Гот (яп. 暗黒系 Анкокукэй, Dark Type) — Ёру Морино находит в кафе дневник, написанный серийным убийцей. В нём описывается его третья жертва, которая к тому времени ещё не была найдена полицией. Вместе с главным героем она отыскивает труп. Вскоре убийца отправляется на поиски новой жертвы.
- Шрам на запястье (яп. リストカット事件 Рисутокатто Дзикэн, The Wristcut Incident) — флешбек того времени, когда Морино и главный герой ещё не были друзьями. Обнаружив в мусоре, оставленном своим учителем, куклу с отрезанными кистями, герой решает выяснить, причастен ли его преподаватель к серии преступлений по членовредительству жителей города.
- Собака (яп. 犬 Ину, Dog) — главный герой расследует серию похищений и убийств собак.
- Близнецы (яп. 記憶 Киоку, Memories) — о повесившейся младшей сестре Морино и подозрениях в том, что к этому причастна сама Ёру.
- Земля (яп. 土 Цути, Soil) — о юноше Саэки, одержимом идеей похоронить кого-нибудь заживо. Спустя несколько лет после убийства им таким способом соседского мальчика он снова решается на преступление.
- Голос (яп. 声 Коэ, Voice) — об убитой в больнице старшей сестре Нацуми.

## Персонажи
- Главный герой — тот, от чьего имени ведётся часть повествования. Ученик старшей школы, одержимый темой смерти. Его имя раскрывается только в последней главе манги — Ицуки Камияма.
- Ёру Морино — одноклассница главного героя. Не любит говорить с другими людьми. На запястье имеет глубокий шрам. В конце выясняется, что это Юу.
- Мистер Синохара — преподаватель химии.
- Мистер Саэки — человек, проживающий недалеко от Морино. Одержим идеей похорон заживо.
- Юу Морино — повесившаяся сестра Ёру. В конце выясняется, что это Ёру.
- Нацуми Китадзава — младшая сестра убитой некоторое время назад девушки.

## Медиа-издания

### Лайт-новел
Лайт-новел написан Оцуити и под названием Goth опубликован в Японии издательством Kadokawa Shoten. В Северной Америке произведение лицензировано компанией Tokyopop и впервые опубликовано 7 октября 2008 года.

### Манга
Переведённая на английский язык издательством Tokyopop, манга вышла 9 сентября 2008 года.. В России манга лицензирована издательством «Фабрика комиксов», и выход тома состоялся в октябре 2010 года.
Также манга лицензирована в Италии (издательство Planet Manga), Франции (Pika Édition) и Германии (Egmont Manga & Anime).
| № | В Японии        | В Японии           | В России            | В России               |
| № | Дата публикации | ISBN               | Дата публикации     | ISBN                   |
| - | --------------- | ------------------ | ------------------- | ---------------------- |
| 1 | июнь 2003 года  | ISBN 4-04-713553-4 | 8 декабря 2010 года | ISBN 978-5-7525-2685-5 |